# Tamanhos
Tamanhos es una freguesia portuguesa del concelho de Trancoso, con 8,35 km² de superficie y 323 habitantes (2001). Su densidad de población es de 38,7 hab/km².